# Brassiophoenix schumannii
Brassiophoenix schumannii là loài thực vật có hoa thuộc họ Arecaceae. Loài này được (Becc.) Essig mô tả khoa học đầu tiên năm 1975.